# Ernst Boris Chain
Ernst Boris Chain, född 19 juni 1906 i Berlin, död 12 augusti 1979 i Castlebar på Irland, var en tyskfödd brittisk forskare och biokemist.

## Biografi
Efter utbildning i Tyskland emigrerade Chain till England 1933 och verkade som professor i biokemi i Rom, Oxford och London.
Han fick Nobelpriset i fysiologi eller medicin tillsammans med Alexander Fleming och Howard Florey 1945. Chain fick priset för sin forskning om penicillin. Fleming var den som upptäckte penicillinets effekter och Chain och Florey var de som vidareutvecklade detta.
Vidare utarbetade de metoder för att ur svampkulturer framställa penicillin i industriell skala.